# Право Европейского союза
Это статья о праве Европейского союза. О Европейском праве в широком смысле см. статью Европейское право.
Право Европейского союза (англ. European Union law, фр. Droit de l'Union européenne) — система правовых норм, регулирующая процесс европейской интеграции, порядок создания и функционирования европейских властных институтов и связанные с этим общественные отношения.
Европейское право является самостоятельной правовой системой, находящейся на стыке национального права государств-членов ЕС и международного права.

## Принципы права ЕС
Смысл, содержание, реализацию и развитие норм права Европейского союза отражают его принципы. Одни принципы непосредственно содержатся в учредительных договорах Европейского союза, другие выработаны практикой Суда Европейского союза в результате их толкования. Принципы права ЕС разделяются на функциональные и общие.

### Функциональные принципы права ЕС
К функциональным принципам относятся принцип верховенства права и принцип прямого действия.
- Принцип верховенства права ЕС означает приоритет норм права ЕС над нормами национального законодательства государств-членов. Правовые нормы национального права государств-членов не должны противоречить нормам права ЕС. Указанный принцип распространяется не только на учредительные договоры Европейского союза, но и на ряд других нормативных актов Европейского союза.

Гарантом соблюдения данного принципа выступает Европейский суд.
- Принцип прямого действия права ЕС означает непосредственное применение права ЕС на территории государств-членов. Для вступления в силу норм Европейского права нет необходимости в их трансформации в национальный правопорядок.

Принцип прямого действия права является отличительным признаком права ЕС от международного права. Нормы международного права регулируют отношения государств и международных организаций. Нормы права ЕС непосредственно регулируют отношения с участием физических и юридических лиц.
Так, например, положения регламентов, издаваемых институтами ЕС, становятся непосредственно действующими на всей территории государств Евросоюза с момента их утверждения.
В свою очередь правила, содержащиеся в статьях договора о ЕС для прямого действия, должны быть изложены ясно, в императивной форме и не должны быть дополнительно обусловлены результатами будущей деятельности государств-членов и институтов ЕС. В то же время если статья имеет характер общего принципа или декларации, устанавливает цели и программу деятельности институтов и государств ЕС, если в ней нет точного и безусловного указания на конкретные права и обязанности, возникающие у государств членов ЕС, физических и юридических лиц, то такая статья прямым действием обладать не будет.
Указанные выше принципы были выработаны практикой Европейского суда в результате толкования учредительных договоров.

### Общие принципы права ЕС
К числу общих принципов права ЕС относятся: принцип охраны прав и свобод личности, принцип правовой определённости, принцип пропорциональности, принцип недискриминации, принцип субсидиарности, а также ряд процессуальных принципов.